# Brechtfestival

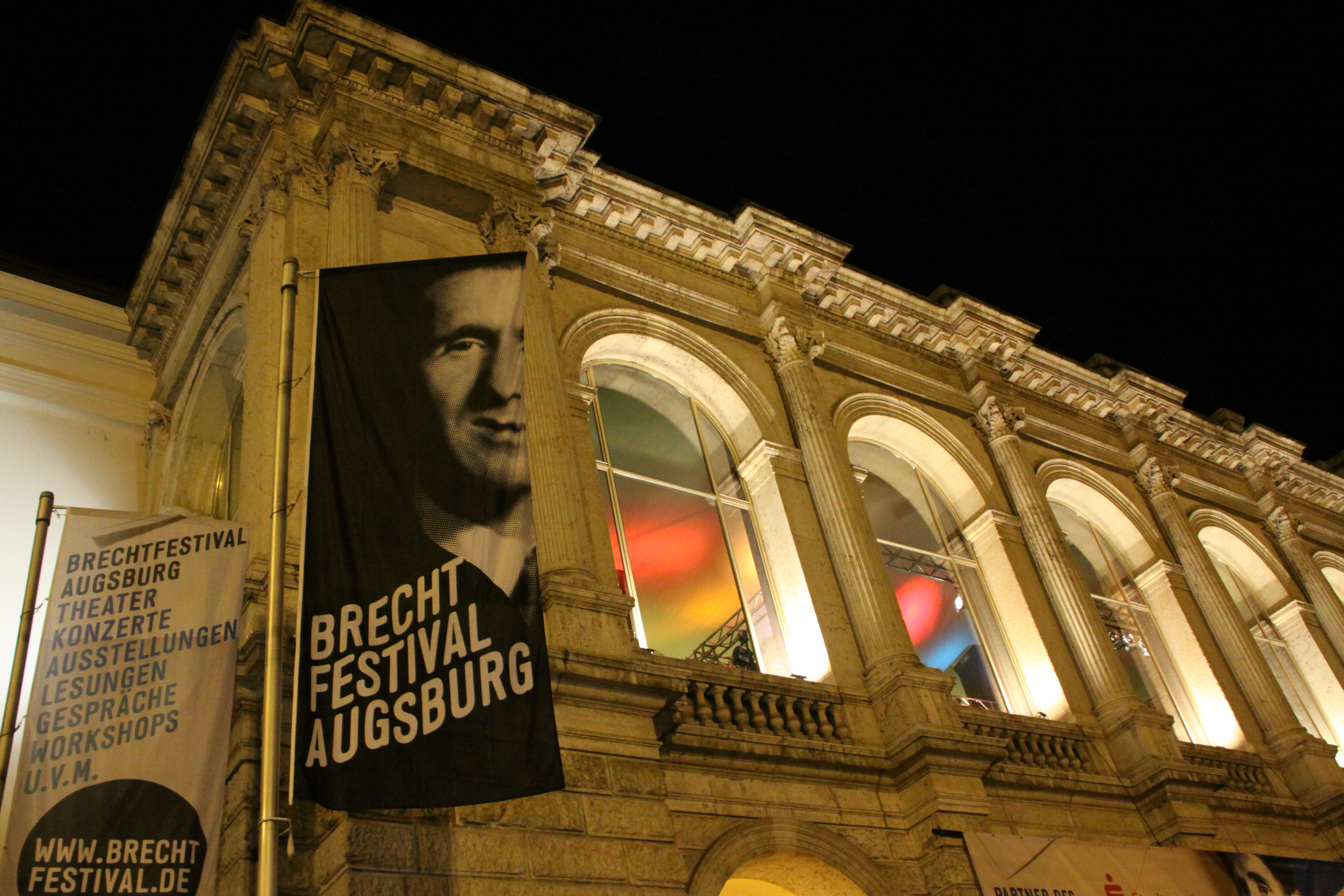
Fahnen des Brechtfestivals vor dem Großen Haus des Theaters Augsburg im Februar 2013.

Logo des Brechtfestivals

Das Brechtfestival der Stadt Augsburg ist ein mehrtägiges Festival zu Ehren des in Augsburg gebürtigen Dichters Bertolt Brecht.

## Beschreibung
Das Brechtfestival ist seit 2010 ein Treffpunkt für Künstler, Experten und Brechtforscher, die sich mit Brechts Leben, seiner Ästhetik und seinem Werk befassen. Während des Festivals finden Lesungen, Konzerte, Theateraufführungen, Workshops, Projekte mit Schulen, Diskussionsrunden und Wettbewerbe statt. Angesprochen werden soll ein Publikum quer durch alle Generationen.

## Geschichte
Das Brechtfestival ist das Nachfolgeprojekt des Literatur-Festivals „abc“ (augsburg brecht connected), das unter der Leitung von Albert Ostermaier zwischen 2006 und 2008 stattfand. Schon zuvor gab es Brecht-Tage und andere Veranstaltungsreihen zu Brechts Ehren, jedoch ohne jährliche Kontinuität.

### abc  2006–2008
Der Autor Albert Ostermaier arbeitete im Team mit dem Musiker Hans Platzgumer als Kurator für das Musikprogramm. Der Programmbereich „Junge Literatur“ lag bei den Poetry Slammern Rayl Patzak und Ko Bylanzky. Das kuratorische Team verpflichtete überregional bekannte Autoren, Spoken Word Poeten, Schauspieler, darunter viele Ensemblemitglieder des Bayerischen Staatsschauspiels und der Münchner Kammerspiele, Soundkünstler, Musiker und Bands. Bekannte Feuilletonisten moderierten das Programm. Der Bayerische Rundfunk begleitete das Festival mit Live-Übertragungen.
2007 verstärkte sich die Zusammenarbeit mit dem Theater Augsburg.
2008 hatte das Festival den Dramatiker und Dramaturgen Evaristo Abreu aus Mozambique als Writer in Residence zu Gast.
Programm des Festivals war ein Fußballturnier, bei dem Spieler des FCA Augsburg gegen Künstler des Festivals und die eigens zu diesem Anlass gegründete Mannschaft „Brecht Boys“ antraten.

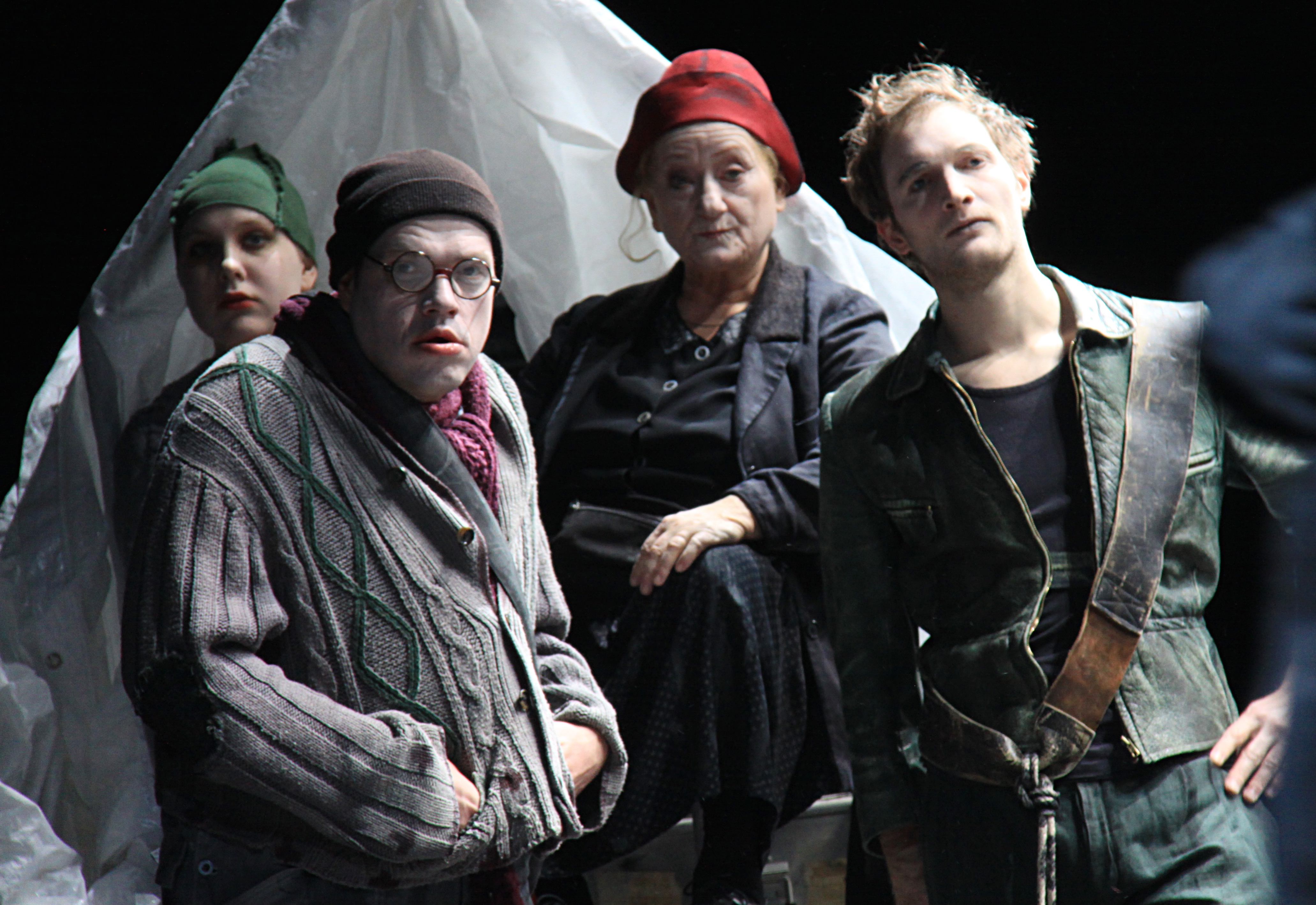
Mutter Courage – Das Berliner Ensemble zu Gast in Augsburg 2015

### Brecht 111
2009 fand als Interimsprojekt ein Programm mit dem Titel „Brecht 111“ statt, welches mit einer Brechtnacht, Aufführungen von Brechtwerken, Vorträgen, Lesungen und Poetry Slams zum 111. Geburtstag des Dichters den Weg für ein jährliches Nachfolgeprojekt unter der künstlerischen Leitung von Joachim A. Lang ebnete.

### Brechtfestival 2010–2016
Die erste Festivaltrilogie der Jahre 2010 bis 2012 unter der künstlerischen Leitung von Joachim A. Lang stellte die Themen Film, Musik und Politik in den Mittelpunkt, wobei jedes Jahr einen Teilbereich abdeckte.
Das Festival 2010 mit dem Schwerpunkt „Film“ dauerte 13 Tage, während denen etwa 8000 Menschen die knapp 40 Veranstaltungen besuchten. Bekannte Künstler des Festivals waren u. a. die Regisseure Erich Breloer und der Kanadier Larry Weinstein, die Schauspielerin und Zeitzeugin Regine Lutz, der Schauspieler Heino Ferch, die Sängerin Annett Louisan und die Brecht-Enkelin Johanna Schall.
2011 stand das Thema „Brecht und die Musik“ im Mittelpunkt des Festivals, Gäste waren u. a. die Sängerin Ute Lemper, der Poetry Slammer Patrick Salmen und der Schauspieler Dominique Horwitz.
„Brecht und die Politik“ war das Thema des Festivals 2012. Zu Gast waren u. a. das Münchner Rundfunkorchester und der Pop-Künstler PeterLicht, aber auch Politiker, die über Brechts Verhältnis zur Politik diskutierten. Zentraler Spielort des Festivals war – passend zum thematischen Schwerpunkt – das Augsburger Rathaus.
Die zweite Festivaltrilogie unter der künstlerischen Leitung von Joachim A. Lang, die mit dem Brechtfestival 2013 eingeleitet wurde, beschäftigte sich intensiver mit den einzelnen Schaffensphasen Brechts. Im Jahr 2013 stand der „junge Brecht“ im Mittelpunkt, wobei mit der Uraufführung des Dramas „Die Bibel“ ein Stück inszeniert wurde, das Brecht bereits 1914 noch als Schüler in Augsburg geschrieben hatte. Inszeniert wurde es von der Brecht-Enkelin Johanna Schall.
Weitere Gäste waren die Schauspieler Thomas Thieme, Dagmar Manzel und Christine Kaufmann sowie die Indie-Band Slut. Das Staatsschauspiel Dresden gastierte mit seiner Inszenierung der „Dreigroschenoper“ mit Christian Friedel in der Hauptrolle des Macheath.
Im Jahr 2013 war erstmals das Theater Augsburg Kooperationspartner und Hauptveranstaltungsort des Brechtfestivals. Gleichzeitig fanden aber auch wieder an verschiedenen Orten wie etwa dem Brechthaus Augsburg Veranstaltungen des Festivals statt.
Das Brechtfestival 2014 (30. Januar – 10. Februar 2014) beschäftigte sich mit dem Schaffen Brechts in den 1920er Jahren und seiner Zeit in Berlin. Höhepunkte des Festivals 2014 waren u. a. Konzerte von Patti Smith, Nina Hagen sowie der Berliner Rockband Bonaparte. Weitere prominente Gäste waren u. a. Burghart Klaußner und Iris Berben. 2014 wurde mit 14.000 Besuchern ein Zuschauerrekord verzeichnet.
Im Jahr 2015 (29. Januar – 10. Februar 2015) setzte sich das Programm mit dem Thema „Exil“ auseinander. Bertolt Brecht, durch die Nationalsozialisten verfolgt, flüchtete ins Exil und lebte auf seiner Flucht in verschiedenen Ländern, u. a. in Skandinavien und in den USA. Seine im Exil entstandenen Werke wurden in Lesungen und Theaterstücken behandelt, die Reihe „Exil heute“ legte den Fokus auf die Aktualität des Themas Flucht und Vertreibung. Hierzu fanden in Kooperation mit dem PEN-Zentrum Deutschland Lesungen von Stipendiaten des Writers-in Exile-Programms statt. Weitere prominente Gäste waren u. a. die Schauspieler Katharina Schüttler, Angela Winkler, Max Hopp, Sebastian Koch, die Schriftstellerin Barbara Honigmann sowie die Popband MIA. und der Musiker PeterLicht. Zum Abschluss des Festivals kam das Berliner Ensemble mit dem Gastspiel „Mutter Courage und ihre Kinder“ inszeniert von Claus Peymann, mit Carmen-Maja Antoni in der Hauptrolle, nach Augsburg. Das Festival besuchten 13.000 Zuschauer.
Im Januar 2016 stellte Joachim A. Lang das letzte Festivalprogramm unter seiner Leitung vor. Es stand unter dem Motto: „Brecht und Deutschland – Die Vaterstadt, wie empfängt sie mich wohl?“ und stellte Brechts schwierige Zeit zu Beginn des Kalten Krieges und der deutsch-deutschen Teilung in den Mittelpunkt. Vom 28. Februar bis zum 6. März 2016 waren in Augsburg Gastspiele des Berliner Ensembles, des Ensemble Modern und des Deutschen Nationaltheaters Weimar im Großen Haus zu sehen. Prominente Gäste im Festivalprogramm waren Thomas Thieme, Meret Becker, Dominique Horwitz, Element of Crime, Sophie Hunger, DOTA, Brecht-Enkelin Johanna Schall und Gregor Gysi.

### Brechtfestival 2017–2018
Mit dem ersten Brechtfestival unter der künstlerischen Leitung von Patrick Wengenroth setzte eine programmatische Wende in der Festivalgestaltung ein.
Wengenroths künstlerischer Ansatz stellt Brecht als Vordenker für experimentelle Spielformen des Gegenwartstheaters ins Zentrum und daneben die gesellschaftspolitische Überprüfung der Aktualität von Brechts Werk. Eine wichtige Rolle spielten dabei im ersten Jahr Eigenproduktionen und Theaterproduktionen der Freien Szene.
Das Brechtfestival 2017 stand unter dem Festivalmotto „Ändere die Welt, sie braucht es“. Dazu ließ Wengenroth den türkischstämmigen Regisseur Selcuk Cara Brechts Lehrstück „Die Maßnahme“ im alten Gaswerk inszenieren und brachte mit „Die Welt ist: schlecht! Und ich bin: Brecht!“ eine Brecht-Revue mit Schauspielerinnen und Schauspielern aus dem Ensemble des Theaters Augsburg auf die Bühne. In Kooperation mit der Akademie der Künste Berlin und in der Regie von Friederike Heller entstand die Eigenproduktion „Krise ist immer.“
Auf der Bühne und im literarischen Schwerpunkt wurden „Feminismus“ und „Inklusion“ als die zentralen Aspekte in der Debatte um Gleichberechtigung in der Zivilgesellschaft aufgegriffen.
Gäste waren u. a. die britische Autorin und Feministin Laurie Penny, der Schriftsteller Jack Urwin, das inklusive Theater Ramba Zamba mit „Der gute Mensch von Downtown“, das Theater Malpertuis aus Belgien, die Berliner Performancekünstlerin Simone Dede Avivi sowie das Hamburger Kollektiv Genderdungeon II. Patrick Wengenroth initiierte eine Schreibwerkstatt für Schüler mit dem preisgekrönten Autorenduo Nolte-Decar. Darüber hinaus setzte er die über Jahre gewachsene Zusammenarbeit mit Augsburger Wissenschaftler, dem Augsburger Brechtkreis, dem Brechthaus sowie mit Künstlerinnen und Künstlern aus der Augsburger Szene fort. So waren das Sensemble Theater, das FaksTheater und Bluespot Productions mit jeweils eigenen Festivalbeiträgen vertreten.
Zum 25. Jubiläum der Brecht-Forschungsstätte fand im Brechthaus ein internationaler Brechtkongress statt.
Das Musikprogramm wurde zum siebten Mal in der Geschichte des Festivals von Girisha Fernando kuratiert. Es umfasste Konzerte u. a. von Konstantin Wecker, Käptn Peng, Erobique. Isolation Berlin und Mine.
Das Brechtfestival 2018 wurde mit einer Neuinszenierung von Brechts Fragment „Der Untergang des Egoisten Johann Fatzer“ in der Interimsspielstätte des Theaters Augsburg im Martini Park eröffnet.
Im Theaterprogramm lief ein Gastspiel des Theaters Bremen – „Der Gute Mensch von Sezuan“ (Regie: Alize Zandwijk) darüber hinaus gastierten zwei Produktionen des Berliner Maxim Gorki Theaters – „Dickicht“ (Regie: Sebastian Baumgarten) und „Winterreise“ (Regie: Yael Ronen).
Für die Schülerschreibwerkstatt wurde der Autor Bonn Park verpflichtet. Erstmals arbeitete Wengenroth mit dem Grandhotel Cosmopolis zusammen und lud das frei produzierende theter Ensemble ein, eine eigene Kammerversion von „Fatzer“ zu erarbeiten. „Fatzernation“ hatte am 28.2. im City Club Premiere. In der Literaturschiene waren Bazon Brock, Kathrin Röggla, Stefanie Sargnagel und Sasha Marianna Salzmann zu Gast. Im Programm der Langen Brechnacht waren u. a. Wallis Bird, Algiers und die Antilopengang zu Gast.